# Berovo
Berovo (kyrillisch Берово; albanisch Berova, indefinit Berovë) ist eine kleine Stadt im Osten der Republik Nordmazedonien. In der Nähe befindet sich der Berg Maleševo. Die Stadt ist Verwaltungssitz der gleichnamigen Opština Berovo. Bekannt durch die traditionelle Holzverarbeitung und andere handwerkliche Fähigkeiten, besuchen viele Touristen die Stadt. Weit bekannt ist auch der Berovo-Käse.

## Geographie

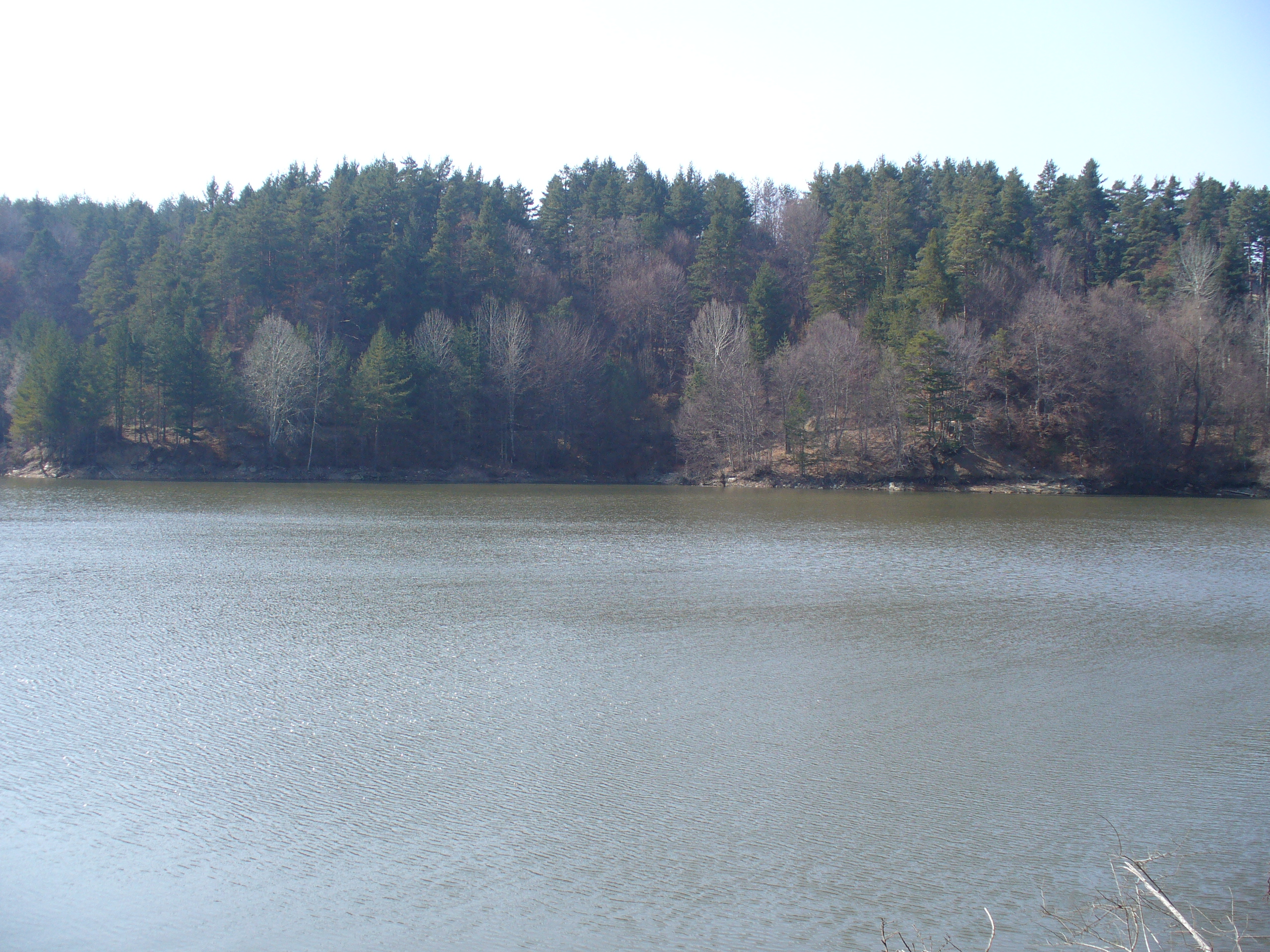
Die Berovska Brana (Stausee)

Berovo liegt im Osten des Landes, rund 160 km von der Hauptstadt Skopje, 47 km nördlich von Strumica, 52 km südöstlich von Kočani und nur 15 km von der Grenze zu Bulgarien entfernt. Durch die Stadt verläuft der Fluss Bregalnica. Berovo befindet sich 830–900 m über dem Meeresspiegel.

## Geschichte
Berovo taucht in den osmanischen Register unter dem Namen Berova. Am Ende des 16. Jahrhunderts war das Berovo Teil der Nahija Bukerič, Sandschak Kjustendil. In osmanischen Steuerregistern des nicht-muslimischen Bevölkerungsteils des Vilayets von Malesheva aus den Jahren 1621–1622 wird Berova zusammen mit seinem jüdischen Viertel insgesamt 55 Haushalte. Im späten 19. und frühen 20. Jahrhundert war Berovo Teil des Kosovo-Vilayets des Osmanischen Reiches. Laut der Statistik des Ethnographen Wassil Kantschow aus dem Jahr 1900 lebten in Berovo 2940 Einwohner, davon 2300 bulgarische Exarchisten, 600 bulgarische Muslime und 40 Roma.
Am Balkankrieg von 1912 nahmen 52 Personen aus Berovo als Freiwillige der Makedonisch-Adrianopeler Landwehr, ein Freiwilligenverband der bulgarischen Armee, teil. Als Folge der Balkankriege gehörte die Stadt zu dem Gebiet, das 1913 an das Königreich Serbien abgetreten wurde, das 1918 dem Königreich der Serben, Kroaten und Slowenen beitrat (1929 in Königreich Jugoslawien umbenannt). Bereits kurz nach der Übernahme, begannen die Übergriffe und Verfolgung der Bulgaren durch die serbischen Nachbarn. So sind mehrere Fälle der gezielten Tötung von Zivilisten aus dem Jahre 1914 und 1915 dokumentiert. Von 1929 bis 1941 war Berovo Teil der Vardar Banovina des Königreichs Jugoslawien, und das bergige Umland wurde zum Einmarschgebiet bewaffneter Einheiten der IMRO aus Bulgarien. Im Zuge der Besetzung Jugoslawiens durch die Wehrmacht, von 1941 bis 1944, wurde Berovo, wie der größte Teil Vardar-Mazedoniens, vom Königreich Bulgarien annektiert. Nach dem Krieg wurde die Stadt Teil der neuen Sozialistischen Republik Mazedonien (kurz SRM), die eine Teilrepublik des kommunistischen Jugoslawiens darstellte. Im Jahr 1946 wurde in der Stadt ein Gerichtsprozess gegen 16 Bulgaren aus der Umgebung geführt, darunter Methodius Bakalow, die Brüder Ewtim und Georgi Popow, sowie ihre Schwester Ordana, die im Gefängnis infolge der Folterungen verstarb (→ Gesetz zum Schutz der mazedonischen nationalen Ehre). In den Jahren danach geriet die Region ins Abseits, da während des Kalten Krieges die nahe jugoslawisch-bulgarische Grenze zu einer nicht überwindbaren Barriere ausgebaut worden war und zur Unterbrechung der traditionell engen Beziehungen mit dem östlichen Nachbar führte. Nach der Auflösung Jugoslawiens wurde Berovo Teil von Nordmazedonien.

## Kultur

### Kloster des Heiligen Erzengel Michael
Der Bau des ersten Klosters in Berovo fing im Jahre 1815 an, bis es dann 1818 zur Einweihung kam. Der Aufklärer Joachim Krcovski war bei der Einsegnung des Gebäudes anwesend. Historische Daten bezüglich des Gebäudes gingen aus unterschiedlichen Gründen verloren, es ist aber bekannt, dass die Erbauer mit vielen Schwierigkeiten zu kämpfen hatten.
Zu Beginn des 19. Jahrhunderts war Berovo eine ländliche Siedlung mit rund zweihundert Häusern und einer kleinen Kirche. Die Bevölkerung in der Stadt baute die Kirche aus Steinblöcken, Ruß und Kalk in nur 40 Tagen.

### Frauenkloster
Das erste Frauenkloster wurde im Jahre 1940 erbaut. Die erste Nonne war die Tochter des Mönchs Risto, Eugenia.

## Bevölkerung

### Struktur
Die Einwohnerzahl der Stadt beträgt rund 7000.
|            | Anzahl | in %   |
| ---------- | ------ | ------ |
| Insgesamt  | 7.002  | 100    |
| Mazedonier | 6.404  | 091,45 |
| Roma       | 0459   | 06,55  |
| Andere     | 0139   | 01,98  |

### Persönlichkeiten
- Iljo Wojwoda (1805–1898), bulgarischer Hajduke, Wojwode und Freiheitskämpfer